# Idaea amputata
Idaea amputata là một loài bướm đêm trong họ Geometridae.